# Club de Remo Hibaika
La Asociación de Remo Hibaika (en euskera: Hibaika Arraun Elkartea) es un club de remo con sede en Rentería, en la provincia de Guipúzcoa, País Vasco, España. Fue fundado en 1987 y compite en la Liga ARC, contando con secciones masculina y femenina.

### Palmarés

#### Trainera
- Subcampeona de la Bandera de la Concha femenina: 2013, 2015, 2016, 2017
- Subcampeona de la Euskotren Liga: 2014, 2016, 2017
- Campeona del Campeonato de Euskadi de traineras: 2017
- Campeona del Campeonato de Gipuzkoa de traineras: 2016
- Campeona de la ETE Liga: 2019
- Campeona de múltiples banderas: Bandera de Isuntza, Bandera de Chingudi, Bandera de Pasajes, Bandera de Guetaria, Bandera de Orio, Bandera de Zarauz, Bandera de la Ciudad de Rentería, Regata de la Virgen de la Antigua, Hibaikaren Bandera y otras regatas del calendario femenino.

#### Trainerilla
- Campeona del Campeonato de Euskadi de trainerillas: 2014, 2016
- Campeona del Campeonato de Gipuzkoa de trainerillas: 2016
- Subcampeona del Campeonato de España de trainerillas

#### Batel
- Campeona del Campeonato de España de bateles: 2016
- Campeona de la Liga de Bateles de Gipuzkoa: 2016

#### Llaüt y otras modalidades
- Medalla de bronce en el Campeonato de España de Llaüt del Mediterráneo (modalidad femenina o mixta): 2020

## Equipo masculino
La trainera masculina de Hibaika ha competido tradicionalmente en la ARC-2, categoría en la que ha consolidado su trayectoria desde sus inicios. Disputó dos temporadas en la ARC-1 (2018 y 2019) tras clasificarse para el play-off de ascenso en 2016 y 2017. Ese último año, además, logró la victoria en la Iberiaren Bandera, celebrada en Sestao.
En 2025, el equipo vivió su temporada más exitosa hasta la fecha: se proclamó campeón de la Liga ARC 2 y conquistó tres banderas relevantes del calendario del Cantábrico: la Astilleroko Bandera, la Laredoko Bandera y la Orio Kanpina Bandera (Bisiguaren Eguna).

### Palmarés
- Campeón de la Liga ARC 2: 2025
- Campeón de la Bandera de Iberia: 2017
- Campeón de la Bandera de Astillero: 2025
- Campeón de la Bandera de Laredo: 2025
- Campeón de la Bandera del Camping de Orio (Día del Besugo): 2025

## Campeonatos y logros destacados
| Competición                                   | Títulos | Subcampeonatos / Bronces           | Años                   |
| --------------------------------------------- | ------- | ---------------------------------- | ---------------------- |
| Bandera de la Concha femenina                 | 0       | 4                                  | 2013, 2015, 2016, 2017 |
| Euskotren Liga                                | 0       | 3                                  | 2014, 2016, 2017       |
| Campeonato de Euskadi de traineras (fem.)     | 1       | –                                  | 2017                   |
| Campeonato de Gipuzkoa de traineras (fem.)    | 1       | –                                  | 2016                   |
| ETE Liga                                      | 1       | –                                  | 2019                   |
| Campeonato de España de bateles (fem.)        | 1       | –                                  | 2016                   |
| Campeonato de Euskadi de bateles (fem.)       | 1       | –                                  | 2025                   |
| Campeonato de Euskadi de trainerillas (fem.)  | 2       | –                                  | 2014, 2016             |
| Campeonato de Gipuzkoa de trainerillas (fem.) | 1       | –                                  | 2016                   |
| Campeonato de España de trainerillas (fem.)   | 0       | 1 (subcampeona, sin confirmar año) |                        |
| Campeonato de España de llaüt (fem. o mixto)  | 0       | 1 (bronce)                         | 2020                   |
| Liga ARC 2 (masc.)                            | 1       | –                                  | 2025                   |

## Resultados masculinos en ARC (2006–2025)
| Año       | Liga  | Pos. | Entrenador(es)  | Patrón(es)     |
| --------- | ----- | ---- | --------------- | -------------- |
| 2006–2008 | ARC 2 | –    | –               | –              |
| 2009      | ARC 2 | 9.º  | A. Orena Díaz   | –              |
| 2010      | ARC 2 | 10.º | J. Arrizabalaga | –              |
| 2011      | ARC 2 | 10.º | A. Orena Díaz   | –              |
| 2012      | ARC 2 | 13.º | J. P. Otero     | –              |
| 2013      | ARC 2 | 7.º  | A. Orena Díaz   | –              |
| 2014      | ARC 2 | 6.º  | A. Orena Díaz   | –              |
| 2015      | ARC 2 | 5.º  | A. Orena Díaz   | –              |
| 2016      | ARC 2 | 3.º  | A. Orena Díaz   | Okon           |
| 2017      | ARC 2 | 3.º  | A. Orena Díaz   | Okon / Mario   |
| 2018      | ARC 1 | 11.º | A. Orena Díaz   | Okon / Asier   |
| 2019      | ARC 1 | 12.º | A. Orena Díaz   | Okon / Asier   |
| 2020      | ARC 2 | –    | I. Cascante     | Asier / Zuriñe |
| 2021–2024 | ARC 2 | –    | –               | –              |
| 2025      | ARC 2 | 1.º  | J. Arrizabalaga | Ibai           |

## Instalaciones
La sede del club se ubica en el edificio rehabilitado del antiguo matadero de Ondartxo, situado en el puerto fluvial de Rentería. Cuenta con gimnasio, hangar, sala de juntas y acceso directo al agua.